# Émile Licent
Émile Licent (nome chinês adotado 桑志华; 1876 – 1952) foi um jesuíta francês com formação em história natural. Passou mais de 20 anos pesquisando em Tianjin. Suas expedições se espalharam por várias partes do norte e centro da China (incluindo as províncias de Shandong, Hebei, Xanxim, Honã, Xianxim, Gansu, Mongólia Interior e a parte oriental do Planalto do Tibete).